# Willem van Hanegem
Willem "Wim" van Hanegem (Breskens, Zelanda 20 de febrer de 1944) és un exfutbolista neerlandès que jugava com a migcampista, i posteriorment va fer d'entrenador de futbol.